# Храм Тхиньхау (Козуэй-Бей)

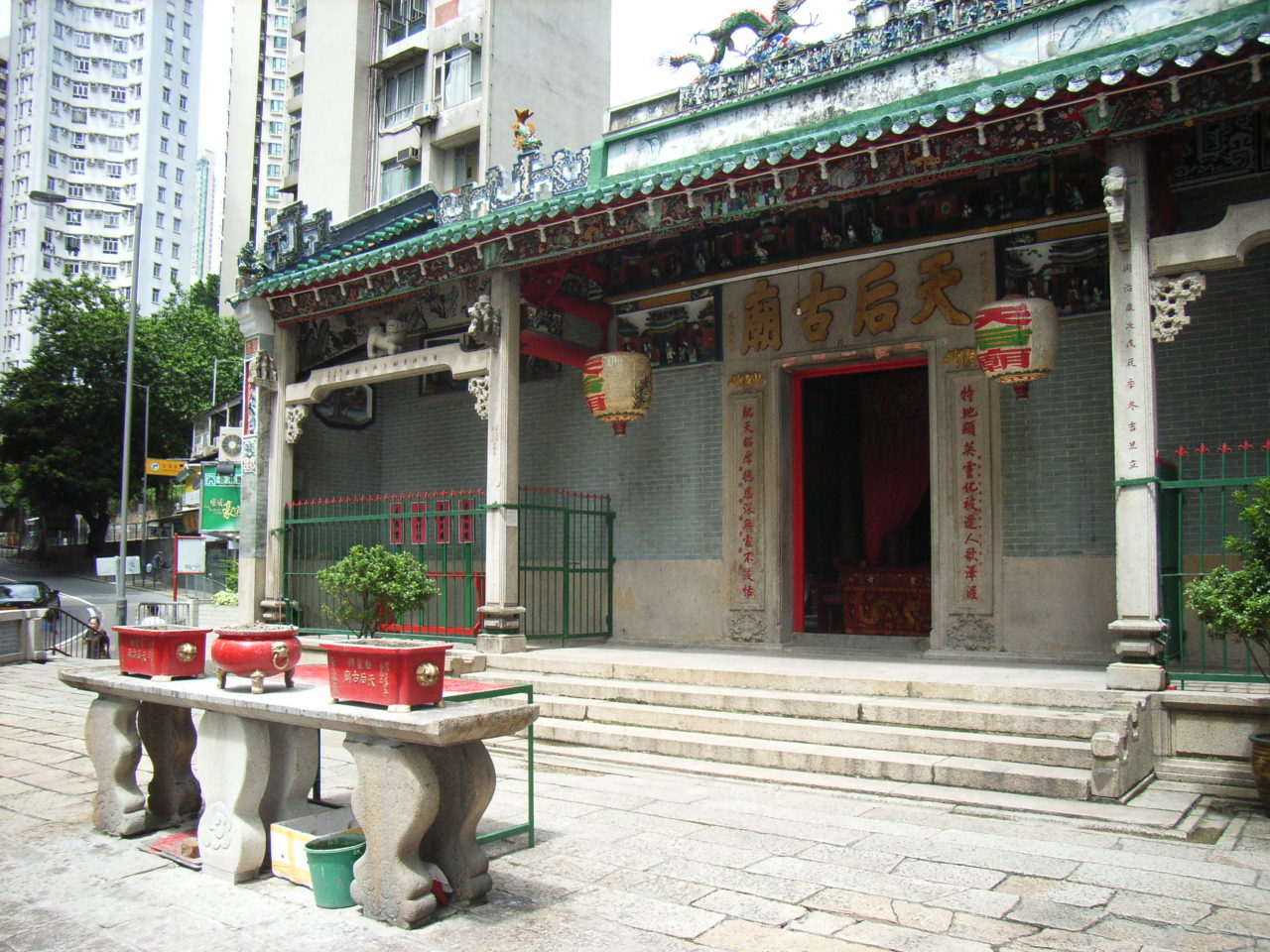
Храм Тхиньхау

Храм Тхиньхау (Tin Hau Temple, кит. трад. 銅鑼灣天后廟, упр. 铜锣湾天后庙, пиньинь Tóngluówān Tiānhòu miào, палл. Тунловань Тяньхоу-мяо, ютпхин: Tung4lo4waan1 Tin1hau6 miu2, практ. транскр.: Тхунловань Тхиньхау-миу) — один из многочисленных и один из наиболее почитаемых гонконгских храмов, посвящённый богине Тхиньхау (покровительнице моряков, рыбаков и купцов, плавающих по морям). Храм расположен на улице Тхиньхау-Темпл-роуд в районе Козуэй-Бей, округ Ваньчай (по имени храма названы близлежащая станция гонконгского метрополитена и раскинувшийся вокруг неё жилой квартал). Вероятнее всего, храм Тхиньхау основан в начале XVIII века семьёй Тай (戴) — хакка из провинции Гуандун, которые первоначально обосновались на соседнем полуострове Коулун, а затем перебрались на остров Гонконг. Согласно одной из легенд, члены семьи Тай, которые заготавливали на острове траву, нашли в прибрежных скалах статую богини, в честь чего и заложили святилище. Со временем святилище стало популярным среди китайских переселенцев и на их пожертвования был построен полноценный храм. 
Изначально храм находился на побережье, но в результате работ по отвоёвыванию у моря территории оказался в глубине района. Несмотря на ряд реконструкций, храм сохранил свою оригинальную архитектуру. Храм Тхиньхау в Козуэй-Бей до сих пор находится во владении и под управлением семьи Тай. В 1982 году храм получил статус исторического памятника. Ежегодно в храме проводится большой религиозный праздник, посвящённый богине-покровительнице.

## Комментарии
1. ↑  Тхиньхау является русской транскрипцией общего кантонского названия Мацзу.